# Uladzimir Alianishka
Uladzimir Alianishka (también transliterado como Vladimir Alenishko, en ruso: Владимир Аленишко, en bielorruso: Уладзімір Алянішка; Borísov, 8 de marzo de 1989) es un deportista bielorruso que compitió en biatlón. Ganó una medalla de bronce en el Campeonato Europeo de Biatlón de 2011, en la prueba por relevos.

## Palmarés internacional
| Campeonato Europeo | Campeonato Europeo   | Campeonato Europeo | Campeonato Europeo |
| Año                | Lugar                | Medalla            | Prueba             |
| ------------------ | -------------------- | ------------------ | ------------------ |
| 2011               | Val Ridanna (Italia) | Medalla de bronce  | Relevo             |